# استوارت بلامبرگ
استوارت بلامبرگ (انگلیسی: Stuart Blumberg؛ زادهٔ ۱۹ ژوئیهٔ ۱۹۶۹) فیلم‌نامه‌نویس، تهیه‌کننده و کارگردان اهل ایالات متحده آمریکا است. وی از سال ۱۹۹۶ میلادی تاکنون مشغول فعالیت بوده‌است.